# Triportheus magdalenae
Triportheus magdalenae is een straalvinnige vissensoort uit de familie van de karperzalmen (Characidae). De wetenschappelijke naam van de soort is voor het eerst geldig gepubliceerd in 1878 door Steindachner.

## Verspreidingsgebied
De soort komt voor in de Magdalena in Colombia.